# Црква Светог Николе у Котору
Црква Светог Николе у Котору је православни храм који припада Митрополији црногорско-приморској Српске православне цркве.

## Период пре изградње
Поред данашње цркве налазио се доминикански самостан  Св. Николе, саграђен 1545. г., који је напуштен крајем 18. века. У време Наполеоновог освајања Боке, 1808. године, део простора је поклоњен православнима да саграде цркву,који су до тада имали само малу цркву Св. Луке, а самостан су претворили у касарну, чији се остаци налазе у близини цркве и данас. Предузети су опсежни радови да се црква адаптира за православно богослужење. Освећење је извршио архимандрит Герасим Зелић, тадашњи епископски викар, на Никољдан 19. дец. 1810. г.  На том месту православна црква је постојала од 1810. године до Бадње вечери 1896. године када је заједно са француском касарном изгорела у пожару. Црква је служила Господу читавих 86 година.Узрок пожара никада није утврђен.

## Изградња цркве
Црква посвећена Светом Николи је изграђена почетком 20. века, у периоду од 1902. и 1909. године, на темељима старије сакралне грађевине која је страдала у пожару у 19. веку. Смештена је у северном делу старог града Котора, у близини цркве Светог Луке. Грађена је у византијско-рашком стилу. Положај цркве је одређен тако да стицајем околности и урбанистичким простором, није окренута према истоку.
Освећење темеља извршио је 18.авг. 1902. г. епископ бококоторско-дубровачки  Герасим  Петрановић, а освећење довршене цркве новопостављени епископ,такође бококоторско-дубровачки Доситеј Јовић, 17. маја 1909. г.
Иконостас ове цркве сликао је Фрањо Циглер, професор сликања у которској гимназији, по пореклу Чех. По угледу на руске иконе тога времена, престоне иконе имају сребрни оков - рад которских мајстора.
Црква поседује бројне драгоцености од којих су многе прилагале имућније которске породице. Одмах до цркве се налази и Ризница Српске православне цркве са богатим фондом икона, предмета уметничких заната, докумената, црквених одора...
Цркву је пројектовао познати хрватски архитекта Кирил Ивековић.